# Bombina fortinuptialis
Bombina fortinuptialis — вид жаб родини кумкових (Bombinatoridae).

## Поширення
Це ендемік провінції Гуансі у Китаї.

## Спосіб життя
Його природними місцями проживання є субтропічні або тропічні вологі гірські ліси, річки, прісноводні болота і тимчасові прісноводні водойми. Він знаходиться під загрозою втрати місця існування.